# Тейт Сент-Айвс
Тейт Сент-Айвс (англ. Tate St Ives) — художественный музей в городе Сент-Айвс (Корнуолл, Великобритания), собрание произведений современного искусства Великобритании. Открыт в 1993 году. Входит в группу галерей Тейт, которая управляет также находящимся в городе музеем Барбары Хепуорт.
Выбор места для галереи обусловлен находящейся в городе с 1920-х годов колонией художников (St Ives School), чей расцвет пришёлся на 1950-е и 1960-е годы.

## История
В 1980 году группа галерей Тейт начала управлять музеем Барбары Хепворт и садом скульптур, посвящённым художнику из Сент-Айвса, тесно связанному с Генри Муром. Группа решила открыть в городе музей, чтобы продемонстрировать местных художников, особенно тех, которые уже находятся в их коллекции.
В 1988 году группа приобрела бывший газовый завод и поручила архитекторам спроектировать здание для галереи. в подобном стиле работает газ. Строительство началось в 1991 году на средства Европейского фонда регионального развития , Фонда Генри Мура и пожертвований общественности. Она включала ротонду в центре галереи, смотровую по сторонам, и была завершена в 1993 году. Галерея открылась в июне 1993 года, вторая из региональных галерей Тейт после Тейт Ливерпуль , получившая более 120 000 посетителей до конца года.
В 1999 г., чтобы отпраздновать солнечное затмение (поскольку Сент-Айвс был предсказан как первый британский город, который стал свидетелем этого события), Тейт В Сент-Айвсе прошла выставка под названием «Темно как свет», на которой экспонировались работы Гарри Фабиана Миллера , Гии Эдзверадзе и Юко Шираиши наряду с произведениями искусства местных школьников.
В январе 2015 года Тейт Сент-Айвс получил 3,9 миллиона фунтов стерлингов на строительство пристройки к существующей галерее с намерением удвоить доступное пространство. Контракт был присужден BAM Construct UK , которая при участии первоначального архитектора добавит пристройку площадью 1200 квадратных метров (13000 квадратных футов). Галерея Тейт Сент-Айвс была закрыта в октябре 2015 года для этих работ и оставалась закрытой до октября 2017 года.
В июле 2018 года Тейт Сент-Айвс выиграла приз Художественного фонда Музей года , опередив другие музеи, вошедшие в окончательный список (Музей Бруклендса , Художественная галерея Ференс , Женская библиотека Глазго и Почтовый музей, Лондон ), Приз в размере 100000 фунтов стерлингов. Позже в том же месяце Королевский институт британских архитекторов объявил, что новое здание Тейт вошло в шорт-лист премии Стирлинга 2018 года. Его уступили Bloomburg Building, London , Foster + Partners.

## Выставки
- Саймон Кэрролл, 8 октября 2005 года - 15 января 2006 года.[2][3]
- The Dark Monarch - «Magic and Modernity in British Art», 10 октября 2009 года - 10 января 2010 года.[4]
- «The Indiscipline of Painting», 8 октября 2011 года - 3 января 2012 года[5], тур в Warwick Art Centre (2011/12).

После реконструкции Тейт Сент-Айвс представил следующие выставки:
- Ребекка Уоррен «All That Heaven Allows», 14 октября 2017 года - 7 января 2018 года.[6]
- Вирджиния Вульф «An Exhibition Inspired by Her Writings», 10 Февраль - 29 Апрель 2018 года.[7]
- Патрик Херон, 19 мая - 30 сентября 2018 года (в сотрудничестве с Turner Contemporary).[8]
- Розалинд Нашашиби и Люси Скаер «An Exhibition Inspired by Her Writings» 20 октября 2018 года - 6 января 2019 года.[9] Эми Сигел «Provenance», 20 октября 2018 года - 6 мая 2019 года.[10] Анна Богигян, 19 января - 6 мая 2019 года.[11] Югетт Каланд, 24 мая - 1 сентября 2019 года.[12][13] Отобонг Нканга, 12 октября 2019 года - 5 января 2020 года.[11]

Наум Габо, 25 января - 3 мая 2020 года. Хаегю Ян «Strange Attractors», 24 октября 2020 года - 3 мая 2021 года, срок выставки был продлен до 26 сентября 2021 года из-за пандемии COVID-19.  Петрит Халилай, 16 октября 2021 года - 16 января 2022 года.